# Corps Hansea Königsberg

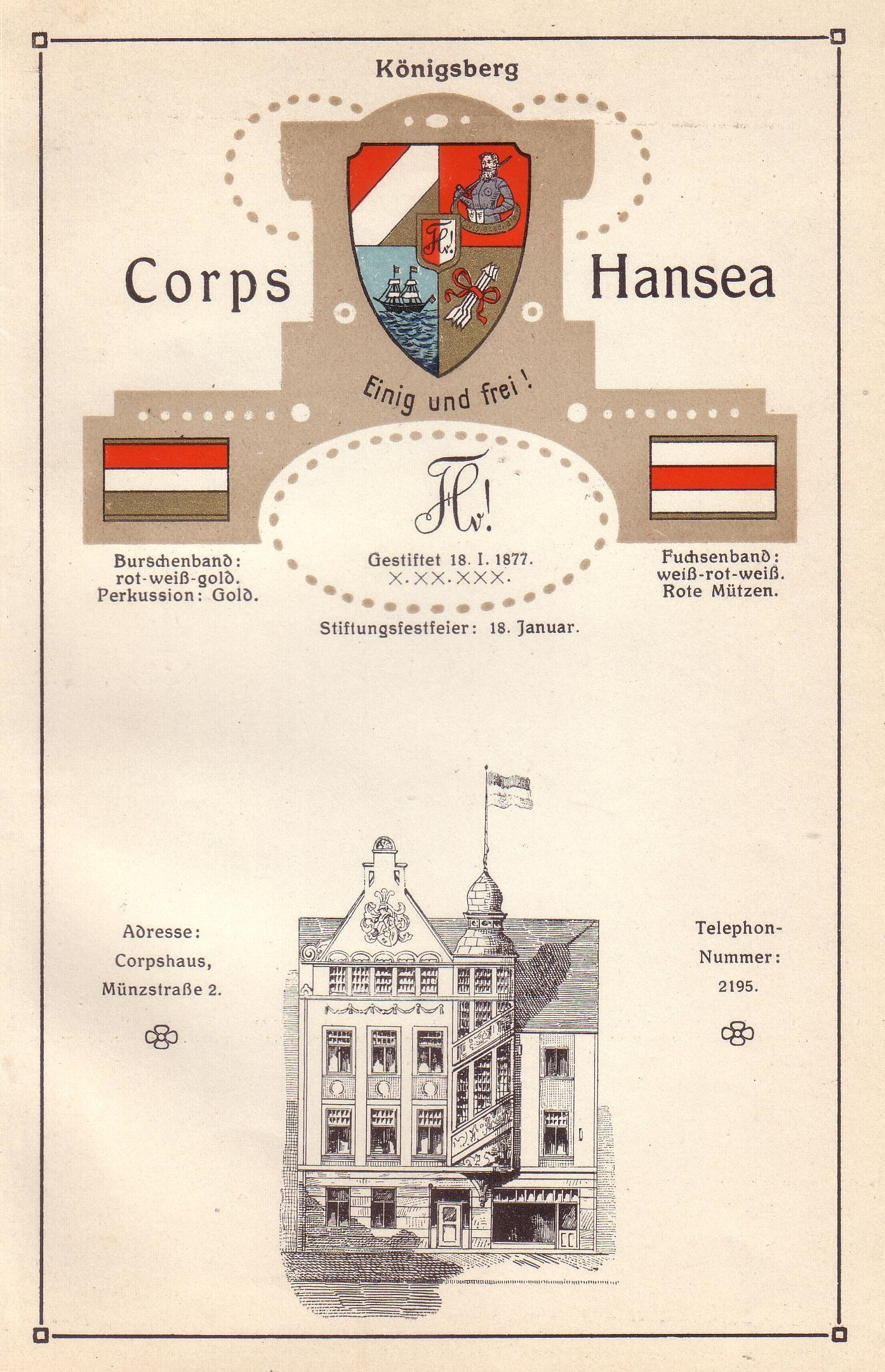
Hanseas erstes Corpshaus (1903)

Das Corps Hansea Königsberg war eine farbentragende, pflichtschlagende Studentenverbindung im Kösener Senioren-Convents-Verband (KSCV). Das Corps war an der Albertus-Universität Königsberg ansässig.

## Geschichte
Die 1860 gegründete Burschenschaft Arminia III im Eisenacher Deputierten-Convent hatte besondere Beziehungen zum SC. Als Masovia aus dem SC austrat, schloss sie deshalb sofort mit jener ein Paukverhältnis ab. Arminia wurde aber bald nach Beginn des Wintersemesters durch den Senat der Albertus-Universität Königsberg in ein Verfahren mit dem Ziel der Auflösung verwickelt. Ihre Mitglieder hatten sich an mehreren Pistolenmensuren beteiligt. Nachdem eine für Arminia ungünstige Entscheidung verkündet worden war, wurde beim Preußischen Ministerium der geistlichen-, Unterrichts- und Medizinalangelegenheiten ohne Erfolg ein Rechtsmittel eingelegt; die Mitglieder der Arminia wollten aber nicht nachgeben. Bei den Beratungen, wie der Bund wieder aufgezogen werden könne, bildete sich zwar die Überzeugung, dass eine neue Burschenschaft auch unter anderem Namen beim Senat Schwierigkeiten haben werde; es drang aber gerade deshalb die Meinung durch, ein Corps aufzumachen. Hinzu kam, dass fünf Masuren mit dem Verhalten ihres CC nicht einverstanden waren und den Burschenschaftern versprachen, sie bei ihrem Vorhaben zu unterstützen.

### Reichsdeutsches Corps in Ostpreußen

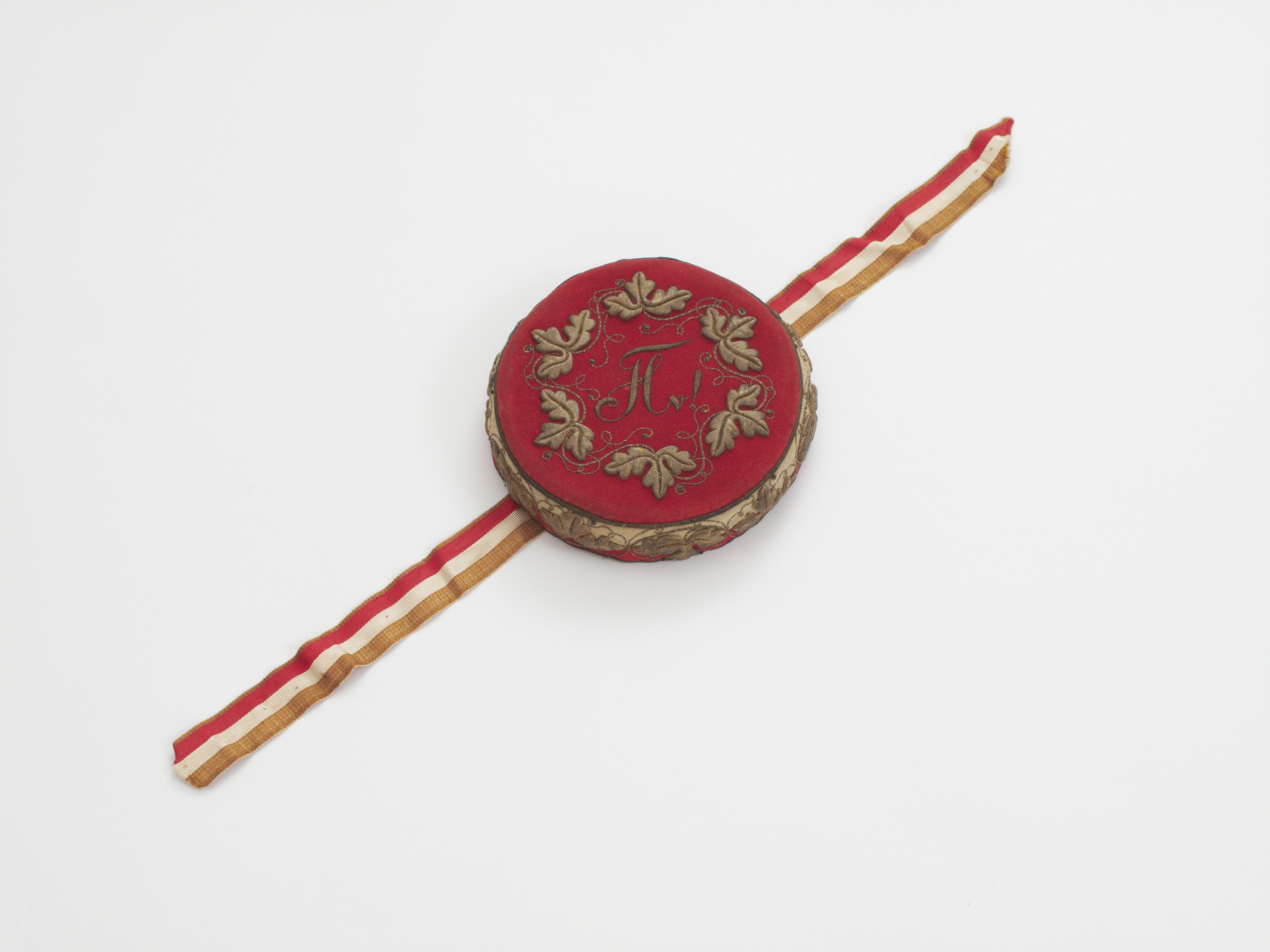
Hanseatencouleur

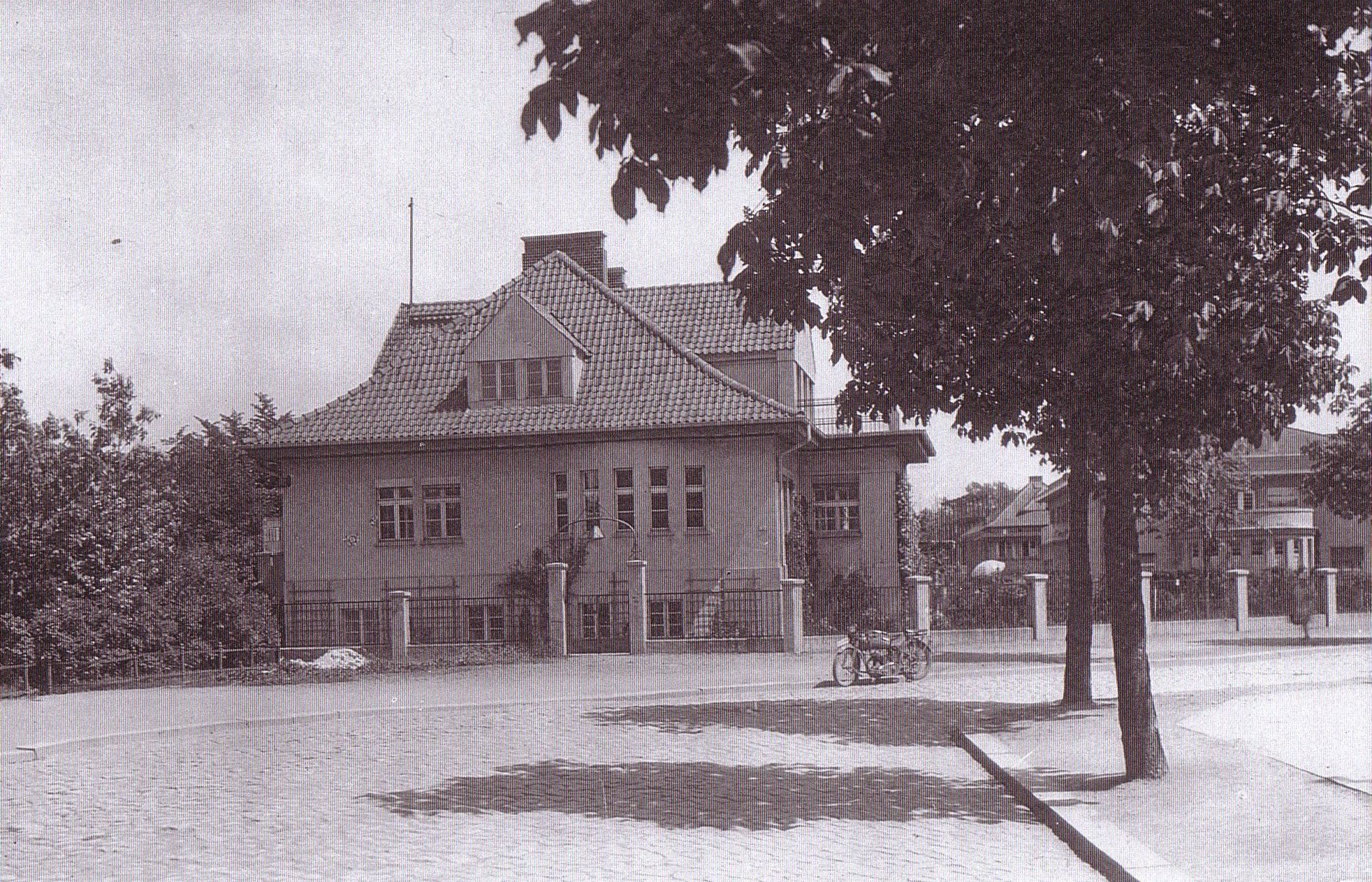
Zweites Corpshaus (1927)

Am 16. Dezember 1876 wurde deshalb das Corps Hansea bei der Universität angemeldet. Sie erhob gegen die Stiftung keine Bedenken. Die Corpstafel der Hansea weist für die Jahre 1876/77 insgesamt 67 Namen auf. Abzüglich der Mitglieder des aktiven CC dieser Jahre dürften somit etwa 50 Mitglieder der früheren Burschenschaft Arminia zum Corps Hansea übergetreten sein. Hansea nahm die Farben rot-weiß-gold an. Der Wahlspruch war: Einig und frei! Die Mützenfarbe war fuchsrot. Ein Fuchsband wurde sofort eingeführt. Diese Farben wechselten im Laufe der Zeit von rot-weiß-rot zu weiß-rot-weiß. Am 18. Januar 1877 wurde das neue Corps in den Königsberger Senioren-Convent und damit in den Kösener Senioren-Convents-Verband aufgenommen. Hansea musste wegen drei protokollierter Rüffel seit dem 27. Mai 1882 strafrenoncieren und war vom 3. Juni bis zum 27. Juli 1882 suspendiert; die Strafrenoncierung endete am 3. Dezember 1882.
Der Name Hansea stellte keine Verbindung zu einer ostpreußischen Landschaft her. Er erinnerte nur an die Hanse, der Königsberg angehört hatte. Hansea wollte kein ostpreußisches, sondern „ein reichsdeutsches Corps in Ostpreußen“ sein. Das burschenschaftliche Erbe trat dabei hervor, nämlich die nationalliberale und gleichzeitig deutschnationale Richtung.
Die Hanseaten „führten ein einfaches Leben“ und hatten ihre Stammkneipe bei Novopolski am Königsberger Schlossteich, seit 1888 bei Domscheit und seit 1894 im Schützenhaus. 1903 kaufte Hansea ein Haus in der Münzstraße 2. In den unteren Räumen von Hanseas Corpshaus hatte der Kgl. Hofphotograph J. S. Schroeder seinen Laden. Zum Garten hin war ein großer Glaskasten angebaut, in dem Aufnahmen bei Tageslicht gemacht werden konnten. Blitzlicht und Scheinwerfer gab es noch nicht. Seit 1927 hatte Hansea das zweite Corpshaus in der Händelstraße 12 am Hufenfreigraben.
Wegen Nachwuchsmangels drohte im WS 1892/93 die Suspension. Verhindert wurde sie von zwei Hessen-Nassauern und einem Greifswalder Preußen. So konnte Hansea 1893 auch die Vorortaufgaben wahrnehmen und mit Bachus Thuringiae Jena, Hanseae Königsberg den Vorsitzenden des oKC stellen.

### Ende
Nach Baltia, Masovia und Littuania suspendierte Hansea am 7. Juli 1936 als letztes Königsberger Corps. Ab 1938 betreute sie mit Littuania die Kameradschaft mit dem endgültigen Namen „Tannenberg“. Im Zweiten Weltkrieg fielen 15 Hanseaten.

### Albertina
Fünf Hanseaten, neun Balten und acht Littauer gründeten am 12. März 1950 das Corps Albertina Hamburg im SC zu Hamburg. Von 101 Alten Hanseaten traten bis 1960 insgesamt 65 dem AHV der Albertina bei. Hansea erlosch am 20. Mai 2001.

## Verhältniscorps

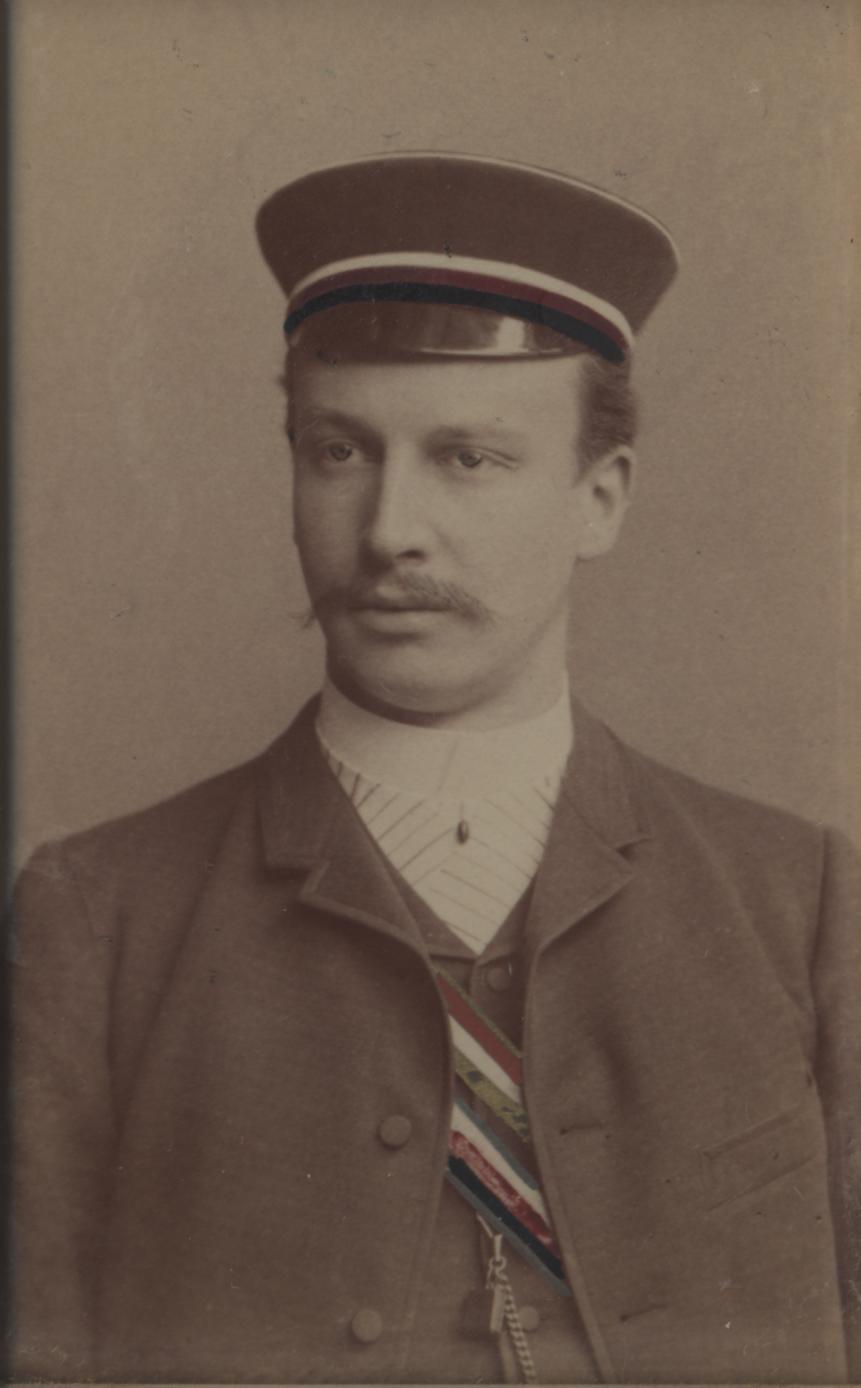
Bachus Hanseae Königsberg, Thuringiae Jena

Die ersten befreundeten Corps waren Rhenania (später Borussia) Berlin  (WS 1877/78) und Marcomannia Breslau (WS 1878/79). Marcomannia löste das Verhältnis bald auf. Im WS 1883/84 beschloss Hansea, sich dem schwarzen Kreis anzuschließen. Dafür brach sie das befreundete Verhältnis mit Borussia Berlin und die Vorstellungsverhältnisse mit Hasso-Borussia, Starkenburgia, Borussia Halle, Lusatia Leipzig und Borussia Tübingen. Um die Jahrhundertwende war Hansea im schwarzen Kreis fest verankert und hoch angesehen. Zuletzt stand sie in folgenden Beziehungen:

Kartelle
Borussia Greifswald (1898)
Thuringia Jena (1901)
Hasso-Nassovia (1920)
Thuringia Leipzig (1922)
Rhenania Bonn (1934)
Befreundete
Brunsviga Göttingen (1897)
Normannia Berlin (1920)
Silesia (1920)
Suevia München (1920)
Saxonia Kiel (1928)
Vorstellungen
Hassia (1899)
Franconia Tübingen (1927)

## Königsberger Hanseaten

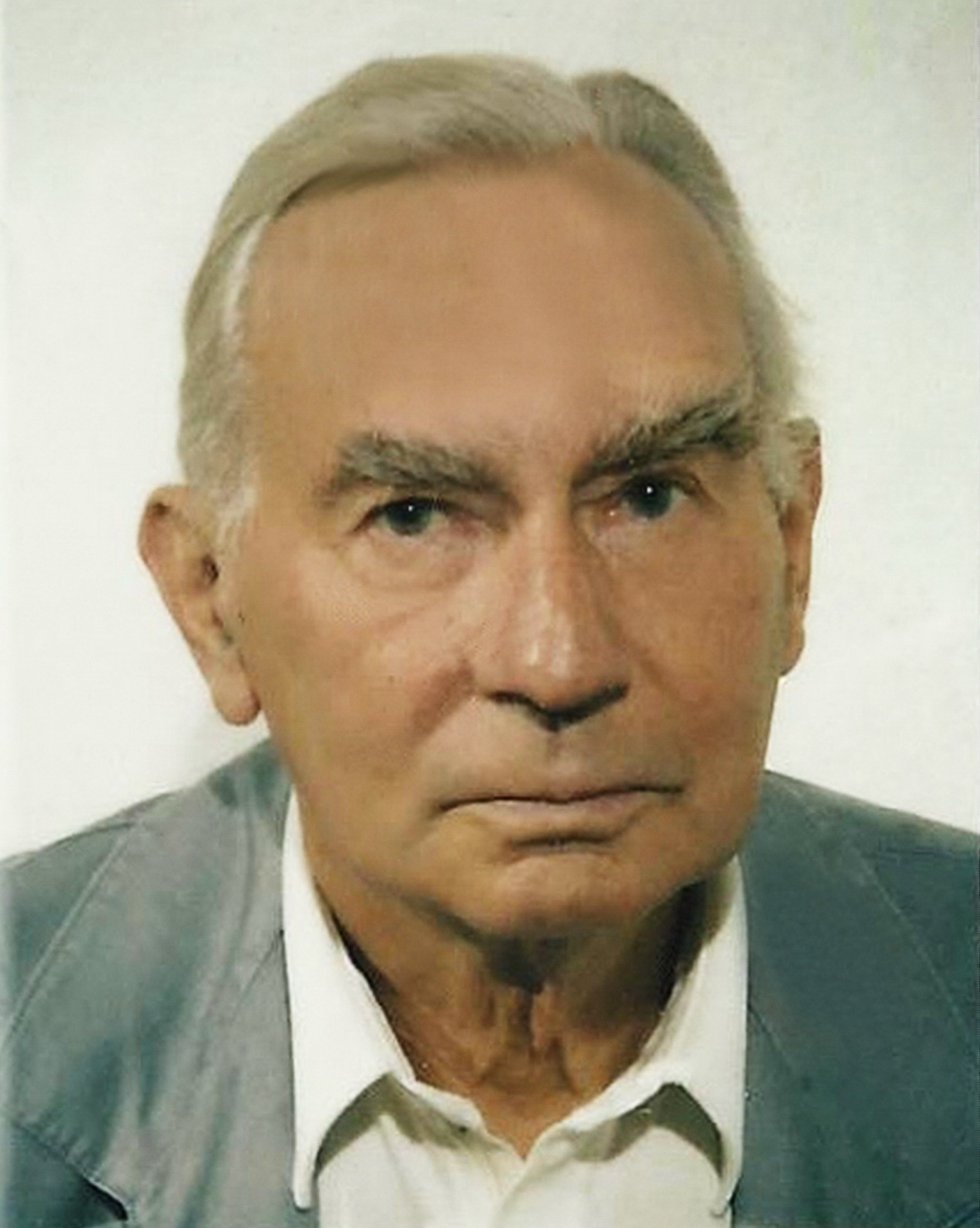
Friedrich Ossig

- Paul Albrecht (1851–1894), Philologe
- Fritz von Bramann (1854–1913), Chirurg
- Carl Dorno (1865–1942), Begründer der Strahlungsklimatologie
- Max Draeger (1885–1945), Präsident des OLG Königsberg, hingerichtet
- Franz Eschle (1859–1918), Mediziner, Direktor von Pflegeanstalten in Baden
- Curt Godlewski (1880–1959), Präsident des Statistischen Reichsamts
- Wilhelm Haberling (1871–1940), Medizinhistoriker
- Hanswerner Heincke (1905–1986), Philologe
- Eduard Hinze (1898–1986), Generalarzt
- Bruno Huguenin (1880–1964), Jurist im Genossenschaftswesen
- Gustav Lastig (1844–1930), Rechtswissenschaftler
- Felix Leinveber (1862–1934), Oberbürgermeister von Bernburg
- Friedrich Ossig (1912–2004), Jurist bei der Reichsbahn und der Bundesbahn, Historiker des Corps
- Kurt Poll (1886–1943), Landrat in Ostpreußen und in der Freien Stadt Danzig
- Arthur Rentel (1869–1951), pommerscher Landesrat, Generaldirektor der Pommerschen Feuersozietät und Provinzial-Lebensversicherungs-Anstalt
- Ernst Schultz (1862–1919), Mathematiker, Lehrer in Westpreußen, Dortmund und Duisburg
- Max Sitzler (1875–1952), Kurator der Universität Kiel
- Herbert Ziemer (1888–1975), Landrat
- Emil Zimmermann (1850–1915), Latinist, Gymnasiallehrer in Ostpreußen